# Taobao
Taobao (chino simplificado: 淘宝网, chino tradicional: 淘寶網) es un destino en línea para comprar, socializar y compartir información en China. Fundado por Alibaba Group, facilita el negocio para consumo, ofreciendo una plataforma para que las empresas y empresarios individuales abran tiendas en línea que abastezcan a los consumidores a través de la Gran China y fuera de ella.
Los vendedores pueden enviar productos nuevos y también usados para vender en el mercado Taobao tanto a través de un precio fijo como de una subasta. La inmensa mayoría de los productos en Taobao son mercancías de marca nuevos que se venden a un precio fijo, las subastas representan un porcentaje muy pequeño de transacciones. 
Alipay, una plataforma de pago en línea basado en depósito en garantía, es la solución de pago preferida para las transacciones en Taobao. 
Taobao reportó más de 190 millones de usuarios registrados a partir del 30 de abril de 2010 y ha generado un volumen de mercancías bruto de más de 29 mil millones de dólares estadounidenses. en 2009. En abril de 2010, Taobao estuvo en el puesto 16 del ranking global en Clasificación de Alexa Internet.
Una característica distintiva de las compras en Taobao es la comunicación generalizada entre el comprador y el vendedor antes de la compra a través de su inmediata corrección a través de un programa de chat, llamado WangWang. Se ha convertido en un hábito entre los compradores en línea chino para "charlar" con los vendedores o de su equipo de servicio al cliente a través WangWang para solicitar información sobre productos, participar en la negociación, etc antes de la compra. 
En enero de 2010, Alibaba Group dijo que espera que el volumen de mercancías importante Taobao al doble de 200 millones de yuanes chinos en 2009-400 mil millones de yuanes chinos en 2010, como el mercado chino de comercio electrónico se espera que crezca significativamente en los próximos cinco a ocho años. Taobao
En mayo de 2010, Taobao y Yahoo Japón lanzaron una iniciativa para minoristas transfronterizos que permite a los consumidores chinos comprar productos japoneses de compras de Yahoo Japón y los consumidores japoneses a comprar productos chinos de Taobao. Para los consumidores chinos, Taobao lanzó un portal en idioma chino llamado TaoJapan (www.taojapan.com) que ofrece productos japoneses. Para los consumidores japoneses, Yahoo Japón añadió un portal en japonés llamado "China Mall" a su plataforma de compras. Sin embargo, de acuerdo con restricciones de importación / exportación en ambos países, algunos productos no están disponibles para los compradores no locales, por ejemplo, los teléfonos móviles que aparecen en las subastas de Yahoo no se transferirán al TaoJapan ya determinadas mercancías de marca que aparece en Taobao no llevar a China Mall de Yahoo Japón. 
Los agente de Taobao ayudan a los extranjeros a comprar productos de Taobao.com. Además, reúnen la mayor parte de los compradores en línea en China por su gran variedad de productos, millones de categorías y Precio Ventaja Absoluta. Sobre la base, que proporciona servicios de agentes comerciales, lo que beneficiará a todos los clientes extranjeros de comprar en Taobao.
También ha patrocinado a LGD.Gaming, equipo profesional de Dota2 Chino, en el pasado.

## Servicios

### Alipay
Alipay, lanzada en 2004, (chino simplificado: 支付宝; chino tradicional: 支付寶; pinyin: Zhīfùbǎo) es una plataforma de depósito de pagos online. Es la solución de pago preferida para el mercado de Taobao. Es la solución de pago por terceros más utilizada en China. Para garantizar la seguridad de las transacciones, Alipay utiliza un sistema de depósito en garantía por el que el pago al vendedor sólo se transfiere una vez que el comprador recibe la mercancía en condiciones satisfactorias. Según el sitio web del Grupo Alibaba, Alipay se ha asociado con varias instituciones financieras, así como con Visa y MasterCard, para facilitar los pagos en China y en el extranjero.

### Aliexpress
AliExpress comenzó como un portal de compraventa entre personas jurídicas. Desde entonces se ha ampliado para incluir servicios para particulares, computación en nube y servicios de pago. En 2016, AliExpress tenía sitios web en inglés, español, coreano, neerlandés, holandés, francés, italiano, alemán, polaco, turco, portugués, indonesio, ruso, ucraniano, vietnamita, japonés, tailandés y otros idiomas. Ali Express ha desarrollado una serie de herramientas de autoservicio para ayudar a los clientes a resolver problemas por sí mismos sin tener que ponerse en contacto con el servicio de atención al cliente. Una de las herramientas es la página de preguntas frecuentes, donde encontrará respuestas a preguntas sobre reservas, reembolsos, problemas de pago, etc.

### AliWangWang (Director de Marca)
El mercado de Taobao permite a compradores y vendedores comunicarse antes de realizar una compra mediante un programa de mensajería instantánea propio llamado AliWangWang (que en chino significa. : Ali Want Want; pinyin: ĀlǐWàngWàng).